# Spilococcus parkeri
Spilococcus parkeri är en insektsart som beskrevs av Mckenzie 1962. Spilococcus parkeri ingår i släktet Spilococcus och familjen ullsköldlöss. Inga underarter finns listade i Catalogue of Life.